# Закон оружја (филм)
Закон оружја (енгл. The Way of the Gun), је криминалистички трилер филм из 2000. године у режији Кристофера Мекверија, а по његовом сценарију.

## Радња
Лонгбо и Паркер су два природно рођена криминалца који пљачкају и убијају кад год је то исплативо. Једног дана чују телефонски разговор о сурогат мајци, Робин, која носи дете за извесну Хејл Чидак за милион долара. Злочинци започињу пуцњаву са Робиновим телохранитељима, током које успевају да узму трудну жену за таоца. Паркер и Лонгбо договарају састанак са др Аленом Пејтером, који проверава Робинино стање и даје Чидаковој захтеве криминалаца: 15 милиона у замену за мајку и дете. Два преживела телохранитеља Џеферс и Обекс, као и Џо Сарно, искусни преговарач и Чидаков пријатељ, послати су да се обрачунају са Лонгбоом и Паркером.